# Parigi-Bruxelles 1953
La Parigi-Bruxelles 1953, trentanovesima edizione della corsa, si svolse il 26 aprile 1953 su un percorso di 302 km, con partenza da Parigi e arrivo a Bruxelles. Fu vinta dall'italiano Loretto Petrucci davanti ai belgi Briek Schotte e Lode Anthonis.

## Ordine d'arrivo (Top 10)
| Pos. | Corridore        | Squadra | Tempo    |
| ---- | ---------------- | ------- | -------- |
| 1    | Loretto Petrucci |         | 8h32'53" |
| 2    | Briek Schotte    |         | s.t.     |
| 3    | Lode Anthonis    |         | s.t.     |
| 4    | Marcel Hendrickx |         | s.t.     |
| 5    | Maurice Diot     |         | s.t.     |
| 6    | Andre Rosseel    |         | s.t.     |
| 7    | Jan Storms       |         | s.t.     |
| 8    | Rene Mertens     |         | s.t.     |
| 9    | Ernest Sterckx   |         | s.t.     |
| 10   | Rene Walschot    |         | s.t.     |